# Macroplectrina
Macroplectrina is een geslacht van vlinders van de familie slakrupsvlinders (Limacodidae).

## Soorten
- M. apicalis (Hampson, 1897)
- M. aspergillata Hering, 1937
- M. curvipalpis Hering, 1931
- M. dentilinea Hering, 1937
- M. inconspicua Hampson
- M. platycera Hering, 1931
- M. semiaurantia (Hampson, 1896)